# Liste der denkmalgeschützten Objekte in Halbturn
Die Liste der denkmalgeschützten Objekte in Halbturn enthält die 16 denkmalgeschützten, unbeweglichen Objekte der Gemeinde Halbturn im Burgenland (Bezirk Neusiedl am See).

## Denkmäler
| Foto |                 | Denkmal                                                                | Standort                                                | Beschreibung | Metadaten |
| ---- | --------------- | ---------------------------------------------------------------------- | ------------------------------------------------------- | --- | --- |
| ja   | Datei hochladen | Figurenbildstock, Sebastiansäule HERIS-ID: 9901 Objekt-ID: 5952        | bei Budapester Straße 28 Standort KG: Halbturn          | Die rechteckige Säule mit einer Steinfigur des heiligen Sebastian ist mit 1678 datiert. | BDA-Hist.: Q38051993 Status: Bescheid Stand der BDA-Liste: 2025-06-30 Name: Figurenbildstock, Sebastiansäule GstNr.: 123                                   |
| ja   | Datei hochladen | Pitzerkreuz, Pietà HERIS-ID: 9902 Objekt-ID: 5953                      | vor Erzherzog-Friedrich-Straße 36 Standort KG: Halbturn | | BDA-Hist.: Q38052015 Status: § 2a Stand der BDA-Liste: 2025-06-30 Name: Pitzerkreuz, Pietà GstNr.: 227/1                                                   |
| ja   | Datei hochladen | Schloss Halbturn HERIS-ID: 10059 Objekt-ID: 6111                       | Im Schloss 3 Standort KG: Halbturn                      | Die hufeisenförmige Schlossanlage wurde Anfang des 18. Jahrhunderts als kaiserliches Jagdschloss von Lucas von Hildebrandt errichtet und unter Kaiserin Maria Theresia umgebaut. Aus dieser Zeit stammt auch ein Deckenfresko von Franz Anton Maulbertsch. An das Schloss schließen Wirtschaftsgebäude aus der Bauzeit an. 1949 brannte das Schloss ab, wobei nur der Mittelteil des Hauptgebäudes gerettet werden konnte, die Seitenteile wurden erst in den 1970er-Jahren wiederaufgebaut. | BDA-Hist.: Q876475 Status: Bescheid Stand der BDA-Liste: 2025-06-30 Name: Schloss Halbturn GstNr.: 1 Schloss Halbturn                                      |
| ja   | Datei hochladen | Alter Friedhof HERIS-ID: 9910 Objekt-ID: 5961                          | Kirchenplatz Standort KG: Halbturn                      | | BDA-Hist.: Q38052145 Status: § 2a Stand der BDA-Liste: 2025-06-30 Name: Alter Friedhof GstNr.: 14 Alter Friedhof Halbturn                                  |
| ja   | Datei hochladen | Immaculatasäule HERIS-ID: 9899 Objekt-ID: 5950                         | Kirchenplatz Standort KG: Halbturn                      | Eine Mariensäule aus dem 18. Jahrhundert vor der Kirche. | BDA-Hist.: Q38051962 Status: § 2a Stand der BDA-Liste: 2025-06-30 Name: Immaculatasäule GstNr.: 13/3 (15)                                                  |
| ja   | Datei hochladen | Immaculatasäule HERIS-ID: 9898 Objekt-ID: 5949                         | Kirchenplatz Standort KG: Halbturn                      | Eine Immaculata-Säule aus dem Jahr 1747 mit den Sockelfiguren hll. Florian und Leonhard. | BDA-Hist.: Q38051942 Status: § 2a Stand der BDA-Liste: 2025-06-30 Name: Immaculatasäule GstNr.: 277/2                                                      |
| ja   | Datei hochladen | Dreifaltigkeitssäule HERIS-ID: 9900 Objekt-ID: 5951                    | Kirchenplatz Standort KG: Halbturn                      | Eine Dreifaltigkeitssäule, auch als Pestsäule bezeichnet; datiert mit 1713. | BDA-Hist.: Q38051982 Status: § 2a Stand der BDA-Liste: 2025-06-30 Name: Dreifaltigkeitssäule GstNr.: 15                                                    |
| ja   | Datei hochladen | Kath. Pfarrkirche hl. Joseph HERIS-ID: 9893 Objekt-ID: 5944            | Kirchenplatz Standort KG: Halbturn                      | Die barocke Pfarrkirche am Nordende des Dorfangers wurde um 1730 nach Plänen von Josef Emanuel Fischer von Erlach erweitert. An das Langhaus mit einem eingezogenen halbrunden Chor schließt im Westen ein dreigeschoßiger Turm mit Steinpyramidenhelm an. Der prächtige neobarocke Hochaltar und die Seitenaltäre stammen aus der 2. Hälfte des 19. Jahrhunderts. | BDA-Hist.: Q23689790 Status: § 2a Stand der BDA-Liste: 2025-06-30 Name: Kath. Pfarrkirche hl. Joseph GstNr.: 14 Pfarrkirche hl. Joseph, Halbturn           |
| ja   | Datei hochladen | Ehemaliger Pfarrhof HERIS-ID: 9894 Objekt-ID: 5945                     | bei Kirchenplatz 3 Standort KG: Halbturn                | Der ehemalige Pfarrhof mit Korbbogenportal beherbergt jetzt die „Ortsvinothek“. | BDA-Hist.: Q38051890 Status: § 2a Stand der BDA-Liste: 2025-06-30 Name: Ehemaliger Pfarrhof GstNr.: 276                                                    |
| ja   | Datei hochladen | Laurentiuskreuz HERIS-ID: 9907 Objekt-ID: 5958                         | vor Wiener Straße 26 Standort KG: Halbturn              | Das Laurentiuskreuz trägt eine Inschrift aus dem Jahr 1825 und wurde 1955 renoviert. | BDA-Hist.: Q38052103 Status: § 2a Stand der BDA-Liste: 2025-06-30 Name: Laurentiuskreuz GstNr.: 255/2                                                      |
| ja   | Datei hochladen | Figurenbildstock Hl. Familie, Annakreuz HERIS-ID: 9904 Objekt-ID: 5955 | Standort KG: Halbturn                                   | | BDA-Hist.: Q38052059 Status: § 2a Stand der BDA-Liste: 2025-06-30 Name: Figurenbildstock Hl. Familie, Annakreuz GstNr.: 2017/1                             |
| ja   | Datei hochladen | Boligrankreuz HERIS-ID: 9905 Objekt-ID: 5956                           | Standort KG: Halbturn                                   | Die Steinsäule des sogenannten Boligrankreuzes an der Grenze zu Ungarn trägt eine Inschrift aus dem Jahr 1711. Die beschädigte Figur stellt wahrscheinlich den hl. Urban dar. | BDA-Hist.: Q38052080 Status: § 2a Stand der BDA-Liste: 2025-06-30 Name: Boligrankreuz GstNr.: 4946                                                         |
| ja   | Datei hochladen | Weißes Kreuz (Antoniuskreuz) HERIS-ID: 9906 Objekt-ID: 5957            | Standort KG: Halbturn                                   | Das Weiße Kreuz südwestlich des Ortes trägt eine Inschrift aus dem Jahr 1822. | BDA-Hist.: Q38052090 Status: § 2a Stand der BDA-Liste: 2025-06-30 Name: Weißes Kreuz (Antoniuskreuz) GstNr.: 5695                                          |
| ja   | Datei hochladen | Pfingstermarktkreuz HERIS-ID: 9908 Objekt-ID: 5959                     | Standort KG: Halbturn                                   | Das Pfingstermarktkreuz zeigt eine steinerne Pieta auf einem Postament, das mit 1760 bezeichnet ist. | BDA-Hist.: Q38052111 Status: § 2a Stand der BDA-Liste: 2025-06-30 Name: Pfingstermarktkreuz GstNr.: 4819                                                   |
| ja   | Datei hochladen | Franziskuskreuz HERIS-ID: 9903 Objekt-ID: 5954                         | Standort KG: Halbturn                                   | Das Franziskuskreuz südwestlich des Ortes weist eine Inschrift aus dem Jahr 1680 auf. | BDA-Hist.: Q38052029 Status: Bescheid Stand der BDA-Liste: 2025-06-30 Name: Franziskuskreuz GstNr.: 2466/1                                                 |
| ja   | Datei hochladen | Johannes-Nepomuk-Kapelle HERIS-ID: 9911 Objekt-ID: 5962                | Standort KG: Halbturn                                   | Der rechteckige Giebelbau der Johannes-Nepomuk-Kapelle nordöstlich des Ortes entstand im Jahr 1809. | BDA-Hist.: Q38052158 Status: Bescheid Stand der BDA-Liste: 2025-06-30 Name: Johannes-Nepomuk-Kapelle GstNr.: 3993 Saint John of Nepomuk chapel in Halbturn |